# Неоизм

Серия фальшивых почтовых марок созданная художниками-неоистами из США

Неоизм — неоавангардистское направление современного искусства и культурное течение, зародившееся в конце 1970-х годов в Канаде. Главными художественными источниками неоизма стали флуксус и мэйл-арт, принципиальными теоретическими понятиями — различения между коммерческим искусством и андеграундом.
Направление являло собой субкультуру, вокруг которой объединялись художники, главными ценностями движения были: розыгрыши, парадоксы, культурная идентичность, плагиат и фальсификации. Большое влияние на становление движения оказал панк и постпанковская культура. Также отмечается весомое влияние разных форм оккультизма, патофизики, культуры сумасшедших, традиции тайных обществ и конспиративных организаций сыгравшим важную роль в оформлении неоистских манифестаций. Отличительной чертой движения был подход при котором одновременно несколько художников использовали одни и те же псевдонимы, самыми популярным из которых были Монти Кантсин и Карен Элиот.

## История
Неоизм был придуман в 1977 году группой художников, собравшихся вокруг Эла Акермана, Девида Зака и Мариса Кундзиньша в Портленде, Орегон. Однако в 1979 году движение расширилось до Монреаля в Канаде. К 1982 году Неоизм пересёк Атлантику и нашёл последователей по всей Европе и Северной Америке. Неоизм разрывал с дадаизмом, сюрреализмом, флюксусом и панком и одновременно был их преемником.
С 1980-х до конца 1990-х устраивались неоистские квартирные «фестивали» на грани фарса, которые часто проводились в США, Англии, Канаде и Австралии, в их рамках художники экспериментировали с перформансами и видеоартом. В 1984 году на одном из таких фестивалей оказался молодой художник Стюарт Хоум, что стимулировало движение на новые свершения. Уже в 1985 году Хоум, недовольный теоретическим уровнем и практической деятельностью существующего сообщества, вышел из неоизма и вскоре основал свою собственную независимую фракцию в Лондоне. Первым делом он написал «Неоистский Манифест», где упоминал, что ничего не зная об изобразительном искусстве, он стал художником. Впрочем, вмешательство Хоума в неоизм сильно преобразовала движение, поскольку именно он сформулировал наиболее ценные для неоизма концепции плагиата, мульти-псевдонима и художественной забастовки (art-strike).
В 1990 году Стюарт Хоум опубликовал манифест в котором призывал всех провести художественную забастовку (art-strike), в своём манифесте он предложил прекратить всякое культурное продуцирование, дистрибуцию и дискуссии вокруг искусства в период с 1990 по 1993 год. Глобальная забастовка в интерпретации Хоума продуцировал гигантский парадокс, ведь он прекрасно сознавал неосуществимость и утопизм тотальной забастовки в мире конкурирующих между собой и жадных до денег художников. Более того, Хоум даже и не ждал какой-либо серьёзной поддержки со стороны художественного комьюнити. Для Хоума art-strike — это не социальный или политический акт, а прежде всего искусство, свежее искусство сегодняшнего дня.
С середины 1980-х годов до средины 1990-х годов, неоистами было создано множество художественных произведений, правда большинство из этих произведений критики, средства массовой информации и полиция сочли вандализмом и хулиганством. Так в 1993 году была организованна раздача нищим и бродягам фальшивых пригласительных билетов на вручение Букеровской премии, обещавших бесплатную выпивку и закуску всем присутствующим.
В 1990 году был образован «Неоистский альянс» являвшейся организацией созданной для ложной оккультной психогеографической деятельности. Согласно Хоуму, альянс был оккультным объединением, а сам он был магом и единственным его участником. Манифест, выпущенный по поводу создания, призывал к «унижению в искусстве» и в пародийной манере стал плагиатом британской фашистской брошюры 1930-х годов о культурной политике. Деятельность Альянса в основном состояла из публикации бюллетеня «Re-action», который в общей сложности вышел в девяти выпусках. В 1993 году «Неоистский альянс» устроил розыгрыш против концерта композитора Карлхайнца Штокхаузена в Брайтоне, объявив о своём намерении левитировать концертный зал магическими средствами во время концерта. Это была дань уважения анти-художественному пикетированию в 1965 году концерта Карлхайнца Штокхаузена в Нью-Йорке членами Fluxus Генри Флинтом и Джорджем Мачюнасом.

## Художники
- Лютер Блиссетт
- Джон Берндт
- Карстен Родеманн
- Стюарт Хоум
- Иштван Кантор
- Гордон В.
- Вива Видора
- Борис Ванович
- Дэвид Зак
- Наполеон Моффат
- Збигнев Бретегрехир
- Кики Бонбон
- Артемус Барноз
- Эл Акерман
- Марис Кундзиньш
- Монти Кантсин
- Карен Элиот